# Jezuïetenhof (Heverlee)
Het Jezuïetenhof is een landhuis in het Egenhovenbos ten oosten van het gehucht Egenhoven in de Belgische stad Leuven. Tot het domein behoren niet enkel het landhuis, maar ook twee hoevegebouwen.

## Geschiedenis
Het Jezuïetenhof werd begin 17e eeuw door de jezuïeten gebouwd. In 1622 werd het landhuis door protestanten in brand gestoken. Vervolgens kwam het landgoed in handen van de Leuvense notaris Gérard Stas, die het omvormde tot een landschapspark met paviljoen. Hij voerde ook werken aan het landhuis zelf uit. In 1829 werd het domein door de hertogen van Arenberg gekocht. Zij gebruikten het als jachthuis.
Vanaf 1870 verhuurden de hertogen het landgoed aan de paters jozefieten van het Heilige-Drievuldigheidscollege in het centrum van Leuven. Begin 20e eeuw bouwden zij schapenstallen op het domein. In 1924 kochten de jozefieten het landhuis van de hertogen van Arenberg over. In 1949 werd het landhuis als beschermd monument erkend.
Sinds augustus 2011 is de Katholieke Universiteit Leuven eigenaar van het landgoed. Sinds 2015 doet het landhuis dienst als Stiltehuis.

## Galerij

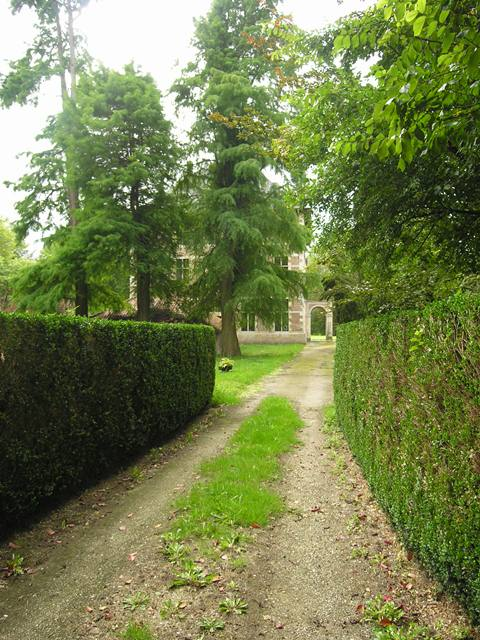
Het landhuis
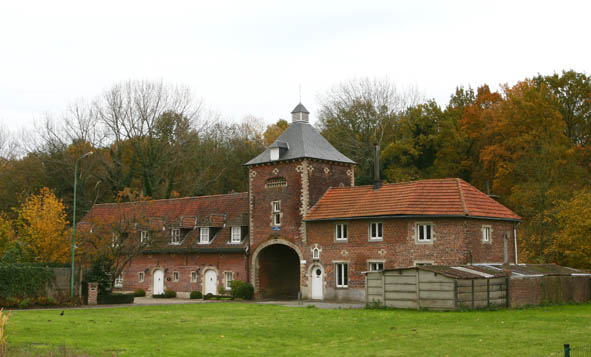
Toegangsgebouw
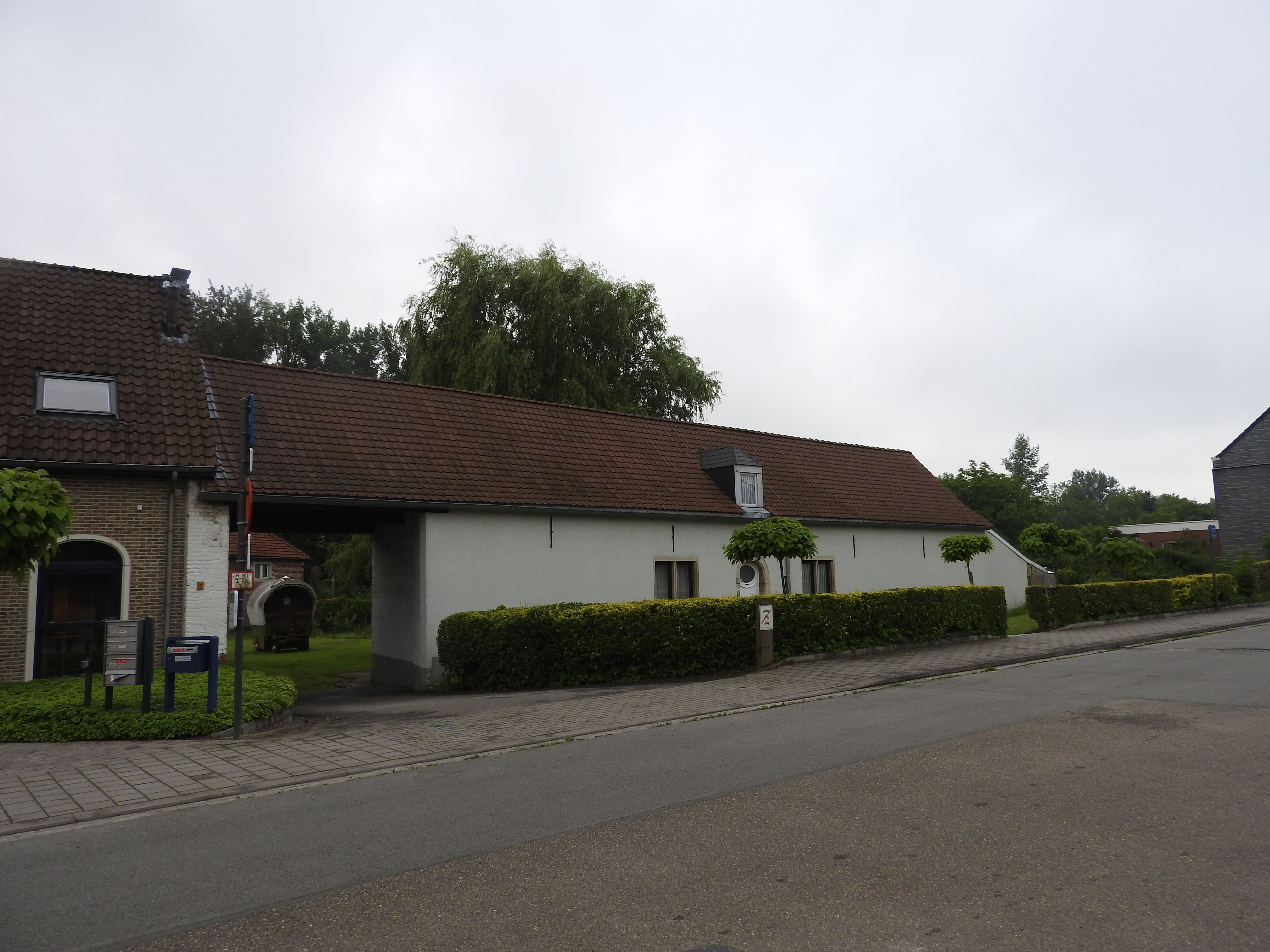
De hoeve aan de straat